# Wahlkreis Corrèze I
Der Wahlkreis Corrèze I ist seit 1958 ein Wahlkreis (circonscription électorale) für die französische Nationalversammlung. Er umfasst die folgenden Kantonen: Argentat, Bort-les-Orgues, Bugeat, Corrèze, Donzenac, Égletons, Eygurande, Lapleau, Meymac, Neuvic, La Roche-Canillac, Seilhac, Sornac, Treignac, Tulle-Campagne-Nord, Tulle-Campagne-Sud, Tulle-Urbain-Nord, Tulle-Urbain-Sud, Ussel-Est, Ussel-Ouest, Uzerche und Vigeois.

## Ergebnisse

### Parlamentswahl 2002
| Kandidaten                                                            | Kandidaten               | Parteien                                    | 1. Wahlgang | 1. Wahlgang | 2. Wahlgang | 2. Wahlgang |
| Kandidaten                                                            | Kandidaten               | Parteien                                    | Stimmen     | %           | Stimmen     | %           |
| --------------------------------------------------------------------- | ------------------------ | ------------------------------------------- | ----------- | ----------- | ----------- | ----------- |
|                                                                       | François Hollandegewählt | SOC – Parti socialiste                      | 19.684      | 39,5        | 26.661      | 52,9        |
|                                                                       | Jean-Pierre Decaie       | UMP – Union pour la majorité présidentielle | 20.360      | 40,9        | 23.717      | 47,1        |
|                                                                       | Dominique Grador         | COM – Parti communiste français             | 3.560       | 7,1         |             |             |
|                                                                       | Bernard Pinato           | FN – Front national                         | 1.814       | 3,6         |             |             |
|                                                                       | Pierre Vinatier          | CPNT – Chasse, pêche, nature et traditions  | 1.413       | 2,8         |             |             |
|                                                                       | Didier Lorioux           | VEC – Les Verts                             | 799         | 1,6         |             |             |
|                                                                       | Francis Bouysse          | LCR – Ligue communiste révolutionnaire      | 550         | 1,1         |             |             |
|                                                                       | Jean-Paul Chailloux      | DVG – Communistes (PCF Dissident)           | 537         | 1,1         |             |             |
|                                                                       | Thérèse Trannoy          | PREP – Pôle républicain                     | 379         | 0,8         |             |             |
|                                                                       | Marie-Thérèse Coinaud    | LO – Lutte Ouvrière                         | 328         | 0,7         |             |             |
|                                                                       | Jean-Louis Crouzevialle  | EXG – Parti des travailleurs                | 224         | 0,4         |             |             |
|                                                                       | Sylvio Rizzetto          | MNR – Mouvement national républicain        | 174         | 0,3         |             |             |
| Gesamt                                                                | Gesamt                   | Gesamt                                      | 49.822      | 100         | 50.378      | 100         |
|                                                                       |                          |                                             |             |             |             |             |
| Ungültige Stimmen                                                     | Ungültige Stimmen        | Ungültige Stimmen                           | 1.268       | 2,5         | 1.578       | 3,0         |
| Wähler                                                                | Wähler                   | Wähler                                      | 51.090      | 78,0        | 51.956      | 79,4        |
| Wahlberechtigte                                                       | Wahlberechtigte          | Wahlberechtigte                             | 65.481      |             | 65.465      |             |
|                                                                       |                          |                                             |             |             |             |             |
| Quellen: Innenministerium, Ergebnis – Assemblée nationale, Kandidaten |                          |                                             |             |             |             |             |

### Parlamentswahl 2007
| Kandidaten               | Kandidaten               | Parteien                                                      | 1. Wahlgang | 1. Wahlgang | 2. Wahlgang | 2. Wahlgang |
| Kandidaten               | Kandidaten               | Parteien                                                      | Stimmen     | %           | Stimmen     | %           |
| ------------------------ | ------------------------ | ------------------------------------------------------------- | ----------- | ----------- | ----------- | ----------- |
|                          | François Hollandegewählt | SOC – Parti socialiste                                        | 20.879      | 44,4        | 28.470      | 60,2        |
|                          | Jean-Pierre Decaie       | UMP – Union pour un mouvement populaire                       | 16.219      | 34,5        | 18.784      | 39,8        |
|                          | Dominique Grador         | COM – Parti communiste français                               | 3.315       | 7,0         |             |             |
|                          | Michel Lagrave           | UDFD – Union pour la démocratie française/Mouvement démocrate | 2.245       | 4,8         |             |             |
|                          | Laura Meunier            | FN – Front national                                           | 833         | 1,8         |             |             |
|                          | Pierre Giry              | MPF – Mouvement pour la France                                | 718         | 1,5         |             |             |
|                          | Yolande Verp             | CPNT – Chasse, pêche, nature et traditions                    | 676         | 1,4         |             |             |
|                          | Muriel Padovani-Lorioux  | VEC – Les Verts                                               | 554         | 1,2         |             |             |
|                          | Jeanne Wachtel           | EXG – Ligue communiste révolutionnaire                        | 546         | 1,2         |             |             |
|                          | Georges Bachellerie      | EXG – Parti des travailleurs                                  | 225         | 0,5         |             |             |
|                          | Christianne Debernard    | ECO – Le Trèfle                                               | 221         | 0,5         |             |             |
|                          | Marie-Thérèse Coinaud    | EXG – Lutte Ouvrière                                          | 213         | 0,5         |             |             |
|                          | Bernadette Rivault       | DIV – Unabh.                                                  | 206         | 0,4         |             |             |
|                          | Jean-Paul Chailloux      | EXG – Unabh. (PCF Dissident)                                  | 195         | 0,4         |             |             |
|                          | Laurent Barreyre         | DIV – Unabh.                                                  | 0           | 0,0         |             |             |
| Gesamt                   | Gesamt                   | Gesamt                                                        | 47.045      | 100         | 47.254      | 100         |
|                          |                          |                                                               |             |             |             |             |
| Ungültige Stimmen        | Ungültige Stimmen        | Ungültige Stimmen                                             | 1.081       | 2,2         | 1.627       | 3,3         |
| Wähler                   | Wähler                   | Wähler                                                        | 48.126      | 73,0        | 48.881      | 74,1        |
| Wahlberechtigte          | Wahlberechtigte          | Wahlberechtigte                                               | 65.958      |             | 65.946      |             |
|                          |                          |                                                               |             |             |             |             |
| Quelle: Innenministerium |                          |                                                               |             |             |             |             |

### Parlamentswahl 2012
| Kandidaten               | Kandidaten            | Parteien                                         | Stimmen | %    |
| ------------------------ | --------------------- | ------------------------------------------------ | ------- | ---- |
|                          | Sophie Dessusgewählt  | SOC – Parti socialiste                           | 33.247  | 51,5 |
|                          | Michel Paillassou     | UMP – Union pour un mouvement populaire          | 17.875  | 27,7 |
|                          | Christian Audouin     | FG – Front de gauche (Parti communiste français) | 6.695   | 10,4 |
|                          | Nicole Daccord        | FN – Front national                              | 4.491   | 7,0  |
|                          | Ève Aldridge          | VEC – Europe Écologie Les Verts                  | 963     | 1,5  |
|                          | Michèle Mounier       | NCE – Nouveau centre                             | 588     | 0,9  |
|                          | Alain Cruzel          | ECO – Alliance écologiste indépendante           | 338     | 0,5  |
|                          | Marie-Thérèse Coinaud | EXG – Lutte Ouvrière                             | 265     | 0,4  |
|                          | Didier Poyer          | ECO – Mouvement écologiste indépendant           | 155     | 0,2  |
| Gesamt                   | Gesamt                | Gesamt                                           | 64.617  | 100  |
|                          |                       |                                                  |         |      |
| Ungültige Stimmen        | Ungültige Stimmen     | Ungültige Stimmen                                | 1.264   | 1,9  |
| Wähler                   | Wähler                | Wähler                                           | 65.881  | 69,7 |
| Wahlberechtigte          | Wahlberechtigte       | Wahlberechtigte                                  | 94.582  |      |
|                          |                       |                                                  |         |      |
| Quelle: Innenministerium |                       |                                                  |         |      |

### Parlamentswahl 2017
| Kandidaten               | Kandidaten                 | Parteien                             | 1. Wahlgang | 1. Wahlgang | 2. Wahlgang | 2. Wahlgang |
| Kandidaten               | Kandidaten                 | Parteien                             | Stimmen     | %           | Stimmen     | %           |
| ------------------------ | -------------------------- | ------------------------------------ | ----------- | ----------- | ----------- | ----------- |
|                          | Christophe Jerretiegewählt | REM – La République en marche        | 17.534      | 32,5        | 22.509      | 53,4        |
|                          | Bernard Combes             | SOC – Parti socialiste               | 9.666       | 17,9        | 19.619      | 46,6        |
|                          | Françoise Béziat           | LR – Les Républicains                | 8.194       | 15,2        |             |             |
|                          | Jean-Marc Vareille         | FI – La France insoumise             | 6.240       | 11,6        |             |             |
|                          | Agnès Tarraso              | FN – Front national                  | 4.884       | 9,1         |             |             |
|                          | Jean Mouzat                | COM – Parti communiste français      | 4.203       | 7,8         |             |             |
|                          | Mumine Ozsoy               | ECO – Europe Écologie Les Verts      | 1.100       | 2,0         |             |             |
|                          | Antoine Behr               | DLF – Debout la France               | 853         | 1,6         |             |             |
|                          | Alain Cruzel               | ECO – Mouvement 100 % (AÉI – Sonst.) | 572         | 1,1         |             |             |
|                          | Marie-Thérèse Coinaud      | EXG – Lutte Ouvrière                 | 321         | 0,6         |             |             |
|                          | Anne-Pascale Chabot        | DIV – Union populaire républicaine   | 311         | 0,6         |             |             |
|                          | Alex-William Fernandez     | DIV – Unabh.                         | 58          | 0,1         |             |             |
| Gesamt                   | Gesamt                     | Gesamt                               | 53.936      | 100         | 42.128      | 100         |
|                          |                            |                                      |             |             |             |             |
| Leere Stimmzettel        | Leere Stimmzettel          | Leere Stimmzettel                    | 1.115       | 2,0         | 4.201       | 8,5         |
| Ungültige Stimmzettel    | Ungültige Stimmzettel      | Ungültige Stimmzettel                | 621         | 1,1         | 2.908       | 5,9         |
| Wähler                   | Wähler                     | Wähler                               | 55.672      | 60,1        | 49.237      | 53,1        |
| Wahlberechtigte          | Wahlberechtigte            | Wahlberechtigte                      | 92.648      |             | 92.643      |             |
|                          |                            |                                      |             |             |             |             |
| Quelle: Innenministerium |                            |                                      |             |             |             |             |

### Parlamentswahl 2022
| Kandidaten               | Kandidaten            | Parteien                                                                   | 1. Wahlgang | 1. Wahlgang | 2. Wahlgang | 2. Wahlgang |
| Kandidaten               | Kandidaten            | Parteien                                                                   | Stimmen     | %           | Stimmen     | %           |
| ------------------------ | --------------------- | -------------------------------------------------------------------------- | ----------- | ----------- | ----------- | ----------- |
|                          | Francis Duboisgewählt | LR – Les Républicains                                                      | 10.772      | 20,6        | 25.825      | 53,8        |
|                          | Sandrine Deveaud      | NUP – Nouvelle union populaire écologique et sociale (La France insoumise) | 13.271      | 25,4        | 22.173      | 46,2        |
|                          | Christophe Jerretie   | ENS – Ensemble ! (Mouvement démocrate)                                     | 10.095      | 19,3        |             |             |
|                          | Maitey Pouget         | RN – Rassemblement National                                                | 7.905       | 15,1        |             |             |
|                          | Annick Taysse         | DVG – PS Dissident                                                         | 5.201       | 10,0        |             |             |
|                          | Amélie Rebière        | DIV – Le Mouvement de la ruralité                                          | 1.661       | 3,2         |             |             |
|                          | Gilles Oguinena       | REC – Reconquête                                                           | 1.603       | 3,1         |             |             |
|                          | Patrick Dhersin       | ECO – Alliance écologiste indépendante                                     | 995         | 1,9         |             |             |
|                          | Marie-Thérèse Coinaud | DXG – Lutte Ouvrière                                                       | 559         | 1,1         |             |             |
|                          | Yannick Amiard        | DXG – Parti ouvrier indépendant démocratique                               | 183         | 0,4         |             |             |
| Gesamt                   | Gesamt                | Gesamt                                                                     | 52.245      | 100         | 47.998      | 100         |
|                          |                       |                                                                            |             |             |             |             |
| Leere Stimmzettel        | Leere Stimmzettel     | Leere Stimmzettel                                                          | 1.044       | 1,9         | 2.815       | 5,3         |
| Ungültige Stimmzettel    | Ungültige Stimmzettel | Ungültige Stimmzettel                                                      | 626         | 1,2         | 1.953       | 3,7         |
| Wähler                   | Wähler                | Wähler                                                                     | 53.915      | 58,3        | 52.766      | 57,1        |
| Wahlberechtigte          | Wahlberechtigte       | Wahlberechtigte                                                            | 92.420      |             | 92.424      |             |
|                          |                       |                                                                            |             |             |             |             |
| Quelle: Innenministerium |                       |                                                                            |             |             |             |             |

### Parlamentswahl 2024
| Kandidaten               | Kandidaten               | Parteien                                                        | 1. Wahlgang | 1. Wahlgang | 2. Wahlgang | 2. Wahlgang |
| Kandidaten               | Kandidaten               | Parteien                                                        | Stimmen     | %           | Stimmen     | %           |
| ------------------------ | ------------------------ | --------------------------------------------------------------- | ----------- | ----------- | ----------- | ----------- |
|                          | François Hollandegewählt | UG – Nouveau Front populaire (Parti socialiste)                 | 24.720      | 37,6        | 28.751      | 43,1        |
|                          | Maïtey Pouget            | RN – Rassemblement National                                     | 20.297      | 30,9        | 21.141      | 31,7        |
|                          | Francis Dubois           | DVD – La droite républicaine et indépendante (LR – Nous France) | 18.816      | 28,6        | 16.821      | 25,2        |
|                          | Marie-Thérèse Coinaud    | EXG – Lutte Ouvrière                                            | 1.303       | 2,0         |             |             |
|                          | Gilles Oguinena          | REC – Reconquête                                                | 563         | 0,9         |             |             |
| Gesamt                   | Gesamt                   | Gesamt                                                          | 65.699      | 100         | 66.713      | 100         |
|                          |                          |                                                                 |             |             |             |             |
| Leere Stimmzettel        | Leere Stimmzettel        | Leere Stimmzettel                                               | 1.563       | 2,3         | 1.317       | 1,9         |
| Ungültige Stimmzettel    | Ungültige Stimmzettel    | Ungültige Stimmzettel                                           | 1.243       | 1,8         | 951         | 1,4         |
| Wähler                   | Wähler                   | Wähler                                                          | 68.505      | 74,7        | 68.981      | 75,2        |
| Wahlberechtigte          | Wahlberechtigte          | Wahlberechtigte                                                 | 91.732      |             | 91.753      |             |
|                          |                          |                                                                 |             |             |             |             |
| Quelle: Innenministerium |                          |                                                                 |             |             |             |             |